# رابرت الیوری
رابرت الیوری (به انگلیسی: Robert Oliveri) (زاده ۲۸ آوریل ۱۹۷۸) بازیگر آمریکایی است.
از فیلم‌های او می‌توان به ادوارد دست‌قیچی، عزیزم، بچه را بزرگ کردم و عزیزم، بچه‌ها را کوچک کردم اشاره کرد.